# Walter Glechner
Walter „Bubi“ Glechner (* 12. Februar 1939; † 29. Jänner 2015 in Wien) war ein österreichischer Fußballspieler. Der langjährige Kapitän des SK Rapid Wien holte mit dem Verein vier Meistertitel und spielte in der österreichischen Nationalmannschaft. 

## Vereinskarriere
Glechner begann bereits als Zehnjähriger im Rapidnachwuchs unter dem Jugendtrainer Franz Wagner. Sein Meisterschaftsdebüt für die Kampfmannschaft gab er im April 1959, als er den verletzten Ernst Happel ersetzte und bald dessen Nachfolger auf der Stopperposition wurde. Schon in seiner ersten vollen Saison 1959/60 konnte Rapid den Meistertitel holen, wobei die Abwehrreihe mit Paul Halla, Glechner und Josef Höltl die wenigsten Gegentreffer der Liga zuließ. In der darauf folgenden Saison spielte der Verein daher im Europacup der Landesmeister, wo man bis ins Semifinale vordrang und dort am späteren Bewerbssieger Benfica Lissabon scheiterte. 1964 folgte ein weiterer Meistertitel.
Ein Schienbeinbruch im April 1965 unterbrach die Karriere des mittlerweile zum Mannschaftskapitän aufgestiegenen Abwehrchefs, der auch als Meister der Abseitsfalle bezeichnet wurde, beinahe ein Jahr. Nach seiner Rückkehr konnte Rapid mit der Defensivreihe in der neuen Zusammensetzung Walter Gebhardt, Glechner und Erich Fak zwei weitere Meistertitel und zwei Cupsiege erreichen. Auch im Meistercup kamen die Hütteldorfer 1968/69 ins Viertelfinale, wo sich Manchester United als zu stark erwies.
1970 verpflichtete Rapid mit Gerd Springer einen neuen Trainer, der den bisherigen Kapitän in die Reservemannschaft abschob. Nach einem Jahr ohne nennenswerte Einsätze verließ Glechner daher seinen Stammverein und unterschrieb beim Zweitligisten SV Admira Wiener Neustadt. Schon im ersten Jahr konnte der Verein den Aufstieg in die höchste Spielklasse erreichen, wo die Mannschaft, zu der mit Rudolf Flögel, Alfons Dirnberger und Karl Fröhlich drei weitere ehemalige Nationalspieler gehörten, jedoch abgeschlagen den letzten Platz belegte. Glechner blieb nach dem Abstieg noch ein Jahr beim Verein und beendete seine Karriere dann bei Hütte Krems.

## Nationalmannschaft
Glechner gehörte mit seinem Vereinskollegen Walter Skocik jener österreichischen Juniorenauswahl an, die 1957 das UEFA-Juniorenturnier für sich entscheiden konnte. Sein Debüt in der A-Nationalmannschaft gab er unter Teamchef Karl Decker im Mai 1960 bei einem 4:1 gegen Schottland. Einen Stammplatz konnte er sich zunächst nicht sichern, da als Stopper meist der routinierte Karl Stotz zum Einsatz kam, ab Ende 1962 war Glechner jedoch fester Bestandteil der Nationalmannschaft. Im April 1965 zog er sich bei einem WM-Qualifikationsspiel gegen die DDR im Zweikampf mit Hermann Stöcker den erwähnten Schienbeinbruch zu. Nach einjähriger Pause kehrte er im Mai 1966 in die Nationalmannschaft zurück, wo er nunmehr häufig an der Seite seines Vereinskollegen Gebhardt spielte und bis zu seinem Abschied im Juni 1968 gegen die Sowjetunion in sämtlichen Länderspielen zum Einsatz kam. Insgesamt trug Glechner 35-mal die Nationaldress, für ein internationales Turnier konnten sich die Österreicher während dieser Zeit jedoch nicht qualifizieren.

## Erfolge
- 4 × Österreichischer Meister: 1960, 1964, 1967, 1968
- 3 × ÖFB-Cup: 1961, 1968, 1969
- 1 × Europacupsemifinale: 1961
- 2 × im „Team der Saison“: („Kurier“-Wahl)
- 35 Spiele und ein Tor für die österreichische Nationalmannschaft